# HMS E8
Pour les articles homonymes, voir E8.
Le HMS E8 est un sous-marin britannique de classe E construit pour la Royal Navy à l’arsenal de Chatham Dockyard. Sa quille fut posée le 30 mars 1912 et il a été mis en service le 18 juin 1914. Il a coûté 105 700 livres sterling. Pendant la Première Guerre mondiale, il a fait partie de la flottille sous-marine britannique dans la mer Baltique.

## Conception
Les premiers sous-marins de la classe E britannique, du E1 au E8, avaient un déplacement de 652 tonnes à la surface et de 795 tonnes en immersion. Ils avaient une longueur hors tout de 55 m et un maître-bau de 6,92 m.
Ils étaient propulsés par deux moteurs Diesel Vickers huit cylindres à deux temps de 800 chevaux (600 kW) et par deux moteurs électriques de 420 chevaux (310 kW),.
Les navires de la classe E avaient une vitesse maximale en surface de 16 nœuds (30 km/h) et une vitesse en immersion de 10 nœuds (19 km/h), avec une capacité en carburant de 50 tonnes de gazole, leur donnant un rayon d'action de 2 802 milles marins (5 190 km) lorsqu’ils faisaient route à 10 nœuds (19 km/h). En immersion, ils avaient un rayon d'action de 74 milles (137 km) à 5 nœuds (9,3 km/h).
Les premiers bateaux du groupe 1 de la classe E étaient armés de quatre tubes lance-torpilles de 18 pouces (457 mm), un à l’avant, un de chaque côté au milieu du navire et un à l’arrière. Au total, ils emportaient huit torpilles à bord. Les bateaux du groupe 1 n’étaient pas équipés d’un canon de pont pendant la construction, mais ceux qui participèrent à la campagne des Dardanelles reçurent des canons montés à l’avant du kiosque pendant qu’ils étaient à l’arsenal de Malte.
Les sous-marins de la classe E avaient la télégraphie sans fil d’une puissance nominale de 1 kilowatt. Sur certains sous-marins, ces systèmes ont par la suite été mis à niveau à 3 kilowatts en retirant un tube lance-torpilles du milieu du navire. Leur profondeur maximale de plongée théorique était de 100 pieds (30 mètres). Cependant, en service, certaines unités ont atteint des profondeurs supérieures à 200 pieds (61 mètres). Certains sous-marins contenaient des oscillateurs Fessenden.
Leur équipage était composé de trois officiers et 28 hommes.

## Engagements
Le HMS E8 a été construit par Chatham Dockyard. Sa quille fut posée le 30 mars 1912. Il a été lancé le 30 octobre 1913 et mis en service le 18 juin 1914.
Lorsque la guerre avec l’Allemagne a été déclarée le 5 août 1914, le E8 était basé à Harwich, dans la 8e flottille sous-marine de la Home Fleet. Ce matin-là, les destroyers HMS Ariel et HMS Amethyst ont remorqué respectivement les HMS E8 et HMS E6 vers Terschelling. Les E8 et E6 ont ensuite effectué la première patrouille dans la baie de Heligoland de la Première Guerre mondiale.
Le 23 octobre 1915, le E8 a coulé le croiseur cuirassé allemand de 9 050 tonnes SMS Prinz Adalbert, à trois cheminées, dans la mer Baltique à 20 milles marins (37 km) à l’ouest de Libau. À la suite de cette action, le commandant du sous-marin, le commander Francis Goodhart, a reçu la Croix de Saint-Georges du tsar Nicolas II. Pendant son séjour dans la mer Baltique, Axel Berg, qui devint plus tard le fondateur de la science cybernétique soviétique, était son officier de liaison.

## Perte
Le E8 rencontra son destin le 4 avril 1918 à l’extérieur d’Helsingfors (aujourd’hui Helsinki) à 1,5 mille marin (2,8 km) au large du phare d'Harmaja dans le golfe de Finlande. Il a été sabordé par son équipage, de même que les HMS E1, E9, E19, C26, C27 et C35, pour éviter qu’il soit capturé par l’avance des forces allemandes qui avaient débarqué à proximité.
Le E8 a été renfloué en août 1953 pour être démoli en Finlande.